# Пашутин, Виктор Васильевич
Ви́ктор Васи́льевич Пашу́тин (16 [28] января 1845, Новочеркасск — 20 января [2 февраля] 1901, Санкт-Петербург) — русский патофизиолог, заслуженный профессор, начальник Императорской Военно-медицинской академии (1890—1901). Тайный советник.

## Биография
Родился Новочеркасске 16 (28) января 1845 года в семье священника.
Оставил Воронежскую духовную семинарию после трёх лет обучения и, сдав в Санкт-Петербурге гимназические экзамены, в 1862 году поступил в Императорскую медико-хирургическую академию. Со 2-го курса выполнял научные исследования в физиологической лаборатории профессора Ивана Сеченова, результаты которых опубликовал, ещё будучи студентом (О движении кишок у кошки при раздражении блуждающих нервов // Медицинский вестник. — 1865), в том числе и в соавторстве с профессором Сеченовым (Сеченов И. М., Пашутин В. В. Новые опыты над головным и спинным мозгом лягушки. — СПб.: тип. А. Головачова, 1865. — 98 с.).
Окончив академию с серебряной медалью в 1868 году, был оставлен в ней для подготовки к профессорскому званию; в 1870 году за диссертацию «Некоторые опыты над ферментами, превращающими крахмал и сахар в глюкозу» был удостоен степени доктора медицины. В 1871 году получил назначение на должность приват-доцента физиологии и был командирован за границу: в Лейпциге совершенствовался по физиологии под руководством профессора Карла Людвига, а также по медицинской химии у профессора Гупперта. Получив предложение баллотироваться на кафедру общей патологии Казанского университета, прослушал в Страсбурге курсы по общей патологии у Реклингхаузена и по медицинской химии у Гоппе-Зейлера.
В 1874 году был избран экстраординарным профессором на кафедру общей патологии в Казанском университете. Здесь основал первую в России лабораторию экспериментальной патологии.
В 1879 году был назначен ординарным профессором общей патологии в Медико-хирургическую академию, возглавив вновь открывшуюся кафедру общей и экспериментальной патологии. Усовершенствовал преподавание общей патологии, увеличив роль эксперимента в учебном процессе.
С 1885 по 1888 годы состоял также учёным секретарём Военно-медицинской академии; 30 августа 1886 года был произведён в действительные статские советники .
С 1889 года возглавил Медицинский совет министерства внутренних дел. С 18 ноября 1890 по 2 февраля 1901 года был начальником Военно-медицинской академии; в 1892 году был произведён в тайные советники, с 1896 года — заслуженный профессор. В годы руководства академией Пашутиным были построены здания клиник нервных болезней, психиатрии, ЛОР-болезней, инфекционных болезней, а также получены средства для постройки здания для кафедр физиологии и общей патологии; были учреждены первые в России кафедры заразных болезней (1897) и ортопедии (1900).
Умер 20 января (2 февраля) 1901 года; был похоронен на Тихвинском кладбище. В 1936 году был перезахоронен на Литераторских мостках.
Был членом Лондонского королевского общества (1900), Военно-санитарного общества в Гельсинфорсе (1886) и многих других медицинских обществ. 

## Научная деятельность
Исследовал проблемы нарушения обмена веществ и терморегуляции, кислородного голодания, голодания (в том числе алиментарного), правильно определил природу цинги, предвосхитив открытие витаминной недостаточности и др. Разработал методику исследования газообмена, методику калориметрических исследований у человека и животных, применяемую и в настоящее время. Первым обратил внимание на патологические отложения гликогена в тканях и ввёл понятие углеводного перерождения.
В 1878 году спроектировал противочумный костюм, снабжённый приспособлениями для фильтрации воздуха и вентиляции.
Считается одним из создателей патологической физиологии как самостоятельной научной дисциплины. Под его руководством было выполнено около 90 научных работ. Создал первую в России школу патофизиологов, среди его учеников профессора П. М. Альбицкий, С. Д. Костюрин, Н. П. Кравков, Д. В. Косоротов, А. А. Лихачев, С. М. Лукьянов, А. В. Репрев, Д. И. Тимофеевский, Н. Г. Ушинский.
В. В. Пашутин является автором первого крупного руководства по общей и экспериментальной патологии: первый том лекций вышел в Казани в 1878 году — «Лекции по общей патологии (патологической физиологии)», а в 1881 году была издана вторая часть — «Патология систем тела».

### Избранные труды
- Neue Thatsachen zu Gunsten der Verschiedenheit d. tactilen und schmerzerregenden Apparates im Frosch // Zeitschr. für rationell. Medicin.
- Ueber die Absonderung der Lymphe im Arme des Hundes // Ludwig’s Arbeiten. — 1873.
- Ueber den Bau der Schleimhaut der regio olfactoria des Frosches // Ludwig’s Arbeiten. — 1873.
- Ueber die Trennung der Verdaungsfermente // Reichert’s und Dubois-Reimond’s Arch. — 1873.
- Einige Versuche ueber Fäulniss und Fäulnissorganismen // Virchov’s Arch. — 1874.
- Einige Versuche ueber die Buttersäure Gährung // Pflüger’s Arch. — 1873.
- Recherches sur quelques espèces de décompositions putrides. Influence des sucs digestifs sur la fermentation butirique // Archiv de Physiologie normale et pathologique. — 1875.
- Пашутин В. В. Избранные произведения / Ред. и вступит. статья А. Д. Адо, А. М. Хомякова. — М.: Изд-во АМН  СССР, 1952. — 348 с. — (Акад. мед. наук СССР. Выдающиеся деятели отечеств. медицины).
- Пашутин В. В. К вопросу об углеводном перерождении тканей. — СПб.: тип. Я. Трей, 1884. — 11 с. — (Из «Врача». - № 30).
- Пашутин В. В. Краткий очерк Военно-медицинской академии за 100 лет её существования. — СПб.: тип. М. Меркушева, 1898. — 33 с. — (Отд. отт. из журн. «Русский архив патологии, клинич. медицины и бактериологии»).
- Пашутин В. В. Курс общей и экспериментальной патологии (патологической физиологии). — СПб.: тип. Н. А. Лебедева, 1885. — Т. 1. — 599 с.; . — 1902. — Т. 2. — 1756 с. — (с прил. портр. и биогр. авт.).
- Пашутин В. В. Лекции общей патологии (патологической физиологии), читанные студентам Медицинского факультета Казанского университета. — Казань: тип. Ун-та, 1878. — Т. 1. Патология тканей (гистопатология). — 432 с.; . — СПб.: тип. и хромолит. А. Траншеля, 1881. — Т. 2. Патология систем тела. — 792 с.
- Пашутин В. В. Понятие о миазматических и контагиозных началах; место, занимаемое чумою в ряду других заразных болезней. Проект изолирующего костюма для лиц, посещающих заражённые фокусы : Докл. О-ву врачей при казанском ун-те. — Казань: тип. Ун-та, 1879. — 33 с. — (Отт. из Известий и учен. записок Казанск. ун-та. — 1879. — № 3—4).

## Семья
Женился 11 ноября 1887 года на дочери генерал-лейтенанта В. С. Семичева, Ольге Васильевне. Их дети:
- Виктор (07.04.1890—?)
- Лев (27.02.1893—?)

## Память
- мемориальная доска установлена на здании, расположенном на месте дома, в котором родился Пашутин (Новочеркасск, ул. Московская, д. 69).
- в здании бывшего Анатомического института Военно-медицинской академии (Санкт-Петербург, ул. Академика Лебедева д. 37а) установлен памятник (бюст) В. В. Пашутина.
- в память о Пашутине на обложке журнала «Патологическая физиология и экспериментальная терапия» размещён его портрет.